# 塔賴區

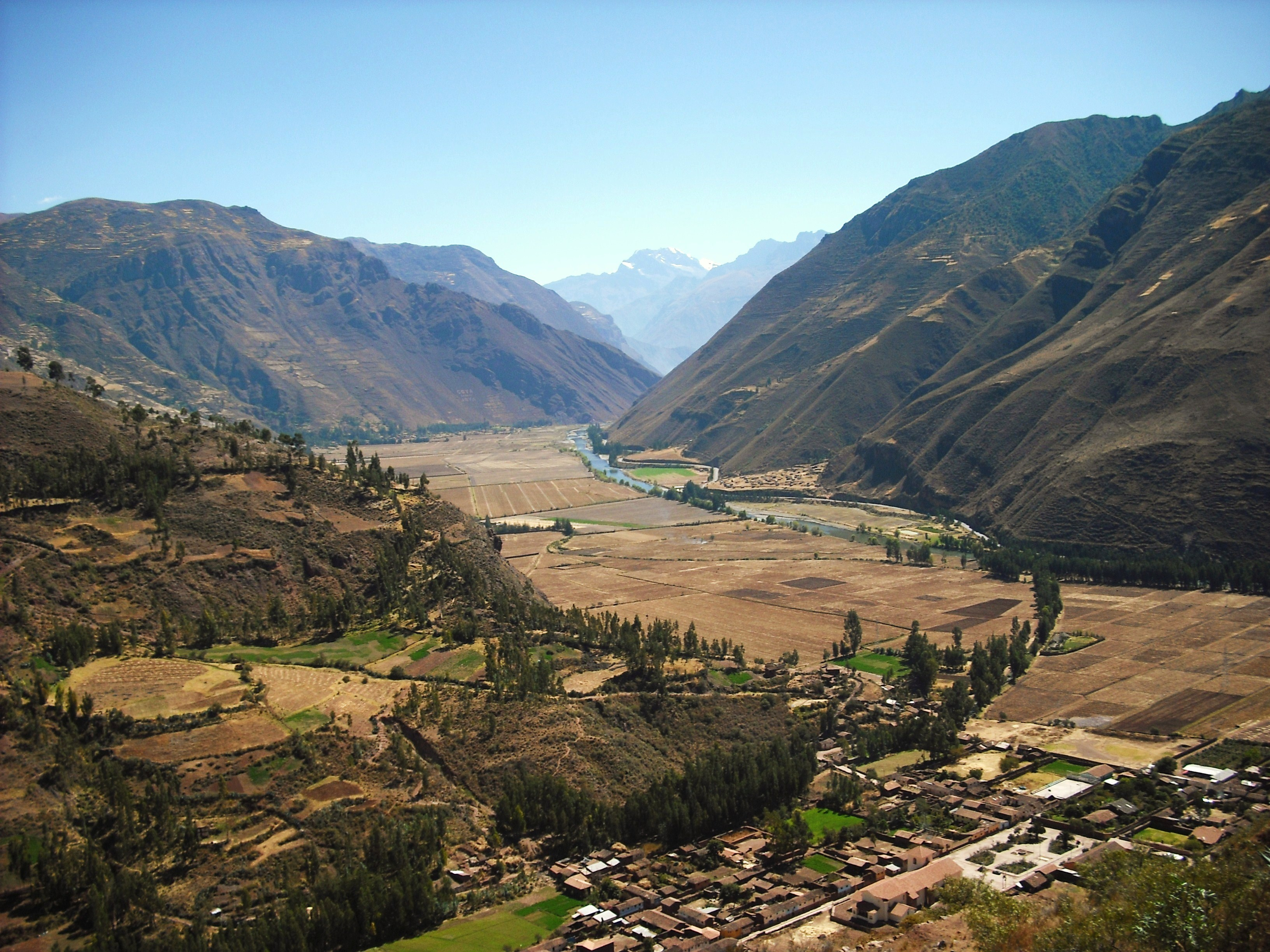

塔賴區（西班牙語：Distrito de Taray），是秘魯的一個區，位於該國南部庫斯科大區的卡爾卡省，始建於1964年5月6日，面積53.78平方公里，海拔高度2,968米，2005年人口3,917，人口密度每平方公里73人。